# 마녀 전설
마녀 전설(Viy Or Spirit Of Evil, VIJ)은 소련에서 제작된 콘스탄틴 예르쇼브 감독의 1967년 공포 영화이다. 레오니드 쿠라블리오브 등이 주연으로 출연하였다.

## 출연

### 주연
- 레오니드 쿠라블리오브

### 조연
- 나탈리아 바를례이